# Шелия, Муртази Георгиевич
Мурта́зи Гео́ргиевич Ше́лия (груз. მურთაზი გიორგის ძე შელია; 25 марта 1969, Кочара, Грузинская ССР, СССР) — грузинский футболист, защитник. Многократный чемпион Грузии (1991, 1992, 1995), чемпион России 1995 года.

## Биография
Уроженец абхазского села Кочара начал свою футбольную карьеру в очамчирском «Амирани», но уже через год был приглашён в тбилисское «Динамо». В составе команды становился чемпионом Грузии в 1991 и 1992 годах, после второго титула проведя около сезона в германском «Саарбрюккене».
Вернувшись в Грузию в сезоне 1995 года, сыграл за «Динамо» десять матчей, в том числе против австрийского клуба «Тироль» в рамках Кубка УЕФА. На этой игре, в которой «Динамо» победил на домашнем поле, присутствовал тренер владикавказского «Спартака-Алания» Валерий Газзаев, который предложил Шелии перейти в этот клуб.
Вместе с Шелией в «Спартаке-Алания» выступали ещё два грузинских легионера — бомбардир Михаил Кавелашвили и вратарь Иосиф Гришикашвили. По итогам сезона-1995 команда Газзаева стала чемпионом России, впервые в истории этого турнира опередив московский «Спартак». На следующий год оба «Спартака» пришли к финишу с одинаковым количеством очков, и судьба чемпионского звания определялась в дополнительном матче на нейтральном поле в Санкт-Петербурге, который принёс победу москвичам. Серебряные медали во Владикавказе были расценены как шаг назад.
За два года в чемпионате России Шелия провёл за «Спартак-Алания» девять мячей в рамках чемпионата России, дважды войдя в список 33 лучших футболистов турнира, а также отметился голом в первом победном матче клуба в Кубке УЕФА (против «Андерлехта»). Одновременно он выступал за сборную Грузии, и в ходе отборочного матча чемпионата мира в Англии на него обратили внимание агенты английского клуба «Манчестер Сити», вскоре предложив подписать контракт на 4,5 года. Сам Шелия впоследствии вспоминал, что не был особо заинтересован в переходе в клуб Первого дивизиона (лишь второй по значимости лиги Англии), но расценил это как возможность зарекомендовать себя на европейской арене с последующим переходом в более сильную команду.
Как и в «Алании», в «Манчестер Сити» Шелия оказался одним из сразу нескольких грузинских игроков — к моменту его прихода там уже играл Георгий Кинкладзе, а через шесть недель к Муртазу в защите присоединился Кахабер Цхададзе. В своём стартовом матче за «Сити» Шелия отметился голом в ворота «Бирмингем Сити», однако его клуб уступил со счётом 2:1. Ближе к концу сезона Шелию начали преследовать травмы (самую тяжёлую из которых он получил в матче с «Оксфордом»), и он постепенно уступил место в основном составе Энди Моррисону.
В 2000 году «Манчестер Сити» освободил Шелию от продолжения контракта, и 30-летний защитник вернулся в Тбилиси, где провёл несколько игр за «Динамо», успешно выступая «на втором этаже». В конце года обсуждалась также возможность продолжения выступлений Шелии за «Аланию». Однако прежнего уровня игры вернуть так и не удалось, и вскоре Шелия завершил игровую карьеру. Некоторое время он занимал пост вице-резидентта «Динамо» (Тбилиси), а затем ушёл в частный бизнес, открыв ресторан «Монопол». У Шелии и его жены Лики трое детей — дочери Анна и Элена и сын Давид.

## Достижения

### Командные
- Чемпион России: 1995
- Серебряный призёр Чемпионата России по футболу: 1996

### Личные
- В списках 33 лучших футболистов чемпионата России 2 раза: 1995, 1996